# Сохи (Україна)
Сохи — колишнє село в Дубровицькому районі Рівненської області України. Згадується 1523 року, знищене під час Другої світової війни.[⇨] У 1921 році населення становило 324 особи.[⇨] Село дало назву однойменному урочищу, яке сьогодні є місцем несанкціонованого видобутку бурштину.[⇨]

## Назва
Назва села можливо походить від назви дерев'яного плуга, сохи, якою жителі орали землю. Польською мовою згадується як Sochy, російською — як Сохи.

## Географія
Село було розташоване за 136 км від Рівного, за 5 верст від села Залішани, поблизу села Нивецьк та хутору Антонин, найближче містечко — Домбровиця.

### Урочище Сохи
Урочище Сохи розташоване поблизу села Нивецьк. Свою назву отримало від колишнього однойменного села. В урочищі зафіксовані часті випадки незаконного видобутку бурштину. Ландшафт урочища сильно перетворений, оцінка антропізації — 7,8, що є найвищим показником у Дубровицькому районі, коефіцієнт екологічної стабільності — 0,2, коефіцієнт антропогенного навантаження — 7,9, рівень навантаження характеризується як високий.

## Історія
Село Сохи згадується в акті від 7 липня 1523 року, за яким князь Юрій Гольшанський подарував село Борису Чешейку та визначив його межі річкою Мостковою. За іншими даними хутір Сохи був заснований на захід від панського поля бідними поляками (мазурами), які займалися сільським господарством та землеробством.
До 1917 року село входило до складу Російської імперії. У 1906 році село входило до складу Домбровицької волості Рівненського повіту Волинської губернії Російської імперії. У 1918—1920 роки нетривалий час перебувало в складі Української Народної Республіки.
У 1921—1939 роки входило до складу Польщі. У 1921 році село входило до складу гміни Домбровиця Сарненського повіту Поліського воєводства Польської Республіки. 1930 року Сарненський повіт приєднаний до складу Волинського воєводства. У 1933 році в Сохах відкрито однокласну школу. У 1936 році належало до громади Сохи гміни Домбровиця Волинського воєводства.
З 1939 року — у складі Дубровицького району Рівненської області УРСР. Після встановлення у 1939 році радянської влади декілька мешканців було репресовано, серед них — репресовані в 1940 році поляки Станишевські: Рішард, Станіслав, Тадеуш, Едвард, Леонтіна та Яніна-Люція.
У роки Другої світової війни деякі мешканці села долучилися до національно-визвольної боротьби, у селі проводилися двотижневі курси ОУН, діяла боївка СБ «Іскри». За повідомленнями керівників радянських партизанів 9 лютого 1943 року у Сохах було вбито 30 родин поляків та групу партизан з 11 осіб. У 1943 році група німців на 6 машинах прибула в Сохи з метою грабежу худоби для забезпечення частин в Сарнах, проте була розгромлена бійцями УПА на чолі з Михайлом Раковичем («Поштарем»), а їхні автомобілі дісталися повстанцям. Ймовірно цей ж бій згадує дослідник Олександр Денищук, за яким у липні 1943 року банда німців та поляків у кількості близько 20 осіб пограбувала Сохи, проте після грабунку їх перестріла поблизу села Нивецьк та повністю розбила сотня «Поштаря». За даними українського націоналістичного підпілля 6 жовтня 1944 року більшовицька банда кількістю близько 100 осіб напала на Сохи, пограбувала селян, спалила 10 господарств і забрала 7 дівчат, після чого вирушили через Бережницю на Дубровицю. Загалом встановлено 19 жителів Сіх, які брали участь у визвольних змаганнях, з них 6 загинуло, 11 було репресовано.
Село зруйноване під час Другої світової війни. В адміністративно-територіальному устрої Дубровицького району станом на 1946 рік населений пункт з такою назвою відсутній. Згадка про село залишилася в назві урочища Сохи.

## Населення
Станом на 1859 рік, у поміщицькому селі Сохи налічувалося 13 дворів та 88 жителів (42 чоловіки і 46 жінок), з них 42 православні, 42 римо-католики, 4 юдеї.
Близько 1902 року в селі налічувалося 28 домів та 196 мешканців. Станом на 1906 рік у селі було 23 двори та мешкало 324 особи.
Станом на 10 вересня 1921 року в селі налічувалося 54 будинки та 324 мешканці, з них:
- 165 чоловіків та 159 жінок;
- 258 римо-католиків, 62 православні та 4 юдеї;
- 272 поляки, 48 українців та 4 євреї.

## Релігія
У першій половині XIX століття Сохи належали до греко-католицької парафії церкви Успіння Пресвятої Богородиці села Залішани Домбровицької волості Ровенського повіту, яка з 1840-х років діяла вже як православна. У 1859 році до православної парафія Успіння Богородиці села Залішани належало 38 вірян із Сіх. Католицька громада села в 1938 році належала до парафії Домбровиці.

## Особистості

### Народилися
- Веремко Сергій Васильович («Устим»; 1923 — 3 березня 1946) — підрайонний провідник ОУН, політичний референт Дубровицького надрайонного проводу ОУН[35].
- Довжик Адам Миколайович («Береза», «Орлик»; 1927—1952) — підрайонний провідник ОУН, провідник Висоцького районного проводу ОУН (1949 — грудень 1950)[35].
- Ютовець Михайло Павлович (нар. 15 жовтня 1949) — український художник-аматор[36][37].

#### Книги
- Олександр Денищук. Злочини польських шовіністів на Волині. Книга перша. Рівненська область. — Рівне : ППДМ, 2003. — 352 с. — ISBN 966-96174-4-8.

#### Мапи
- Історичний Атлас України / Гол. ред. Л. Винар; Упорядн.: І. Тесля, Е. Тютько. Українське історичне товариство. — Монреаль; Нью-Йорк; Мюнхен, 1980. — 182 с.